# Nyan Cat

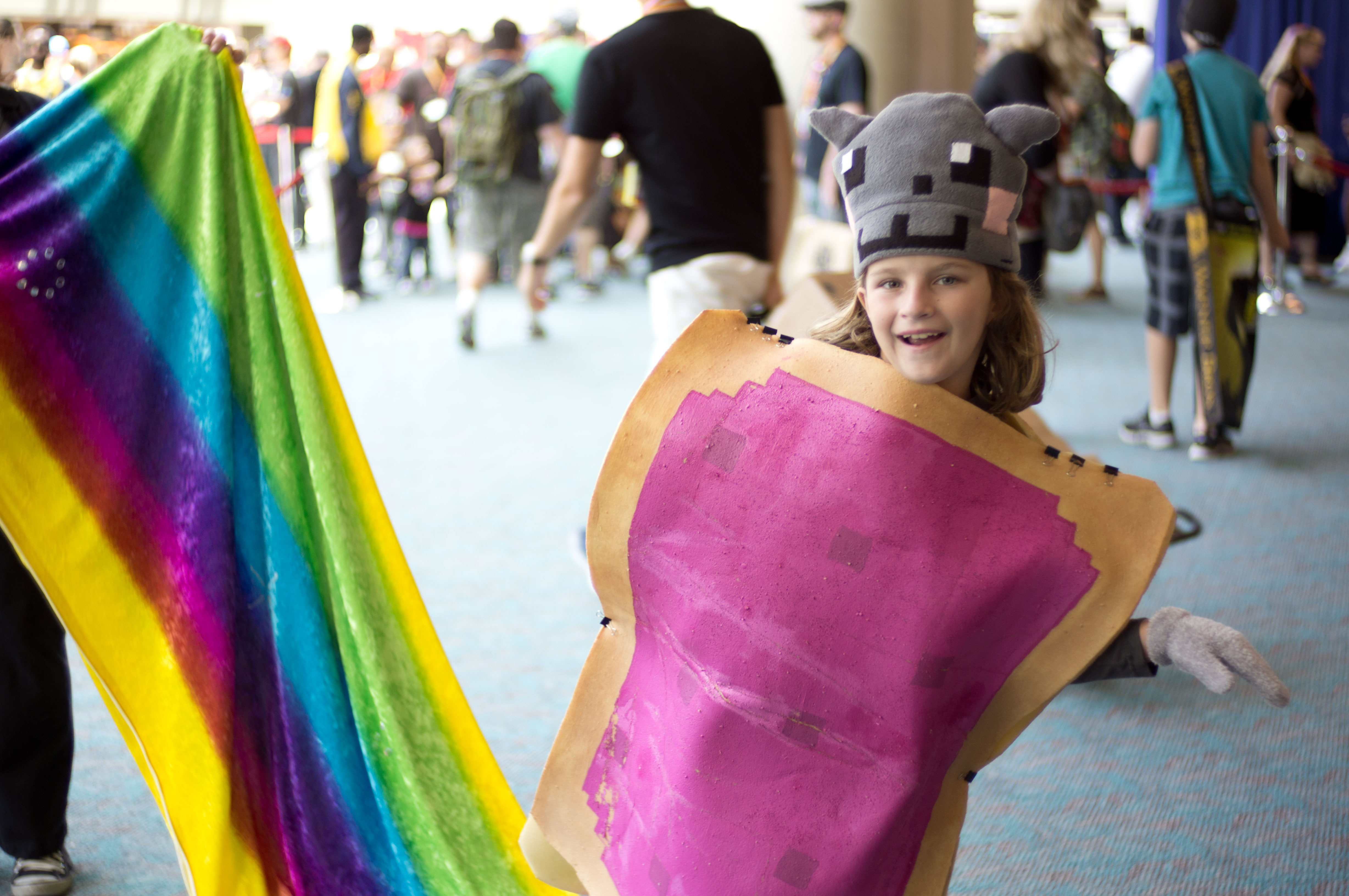
Dziewczynka jako Nyan Cat

Nyan Cat to film zamieszczony na YouTube w kwietniu 2011 roku, który stał się internetowym memem. Wideo łączyło japońską piosenkę pop z animowanym kotem z Pop-Tartem, latającym w kosmosie i zostawiającym za sobą tęcze. Wideo uplasowało się na piątym miejscu na liście najczęściej oglądanych filmów na YouTube w 2011 roku.

## Pochodzenie

### Gif
W dniu 2 kwietnia 2011 r. animacja GIF kota została opublikowana przez 25-letniego Christophera Torresa z Dallas w Teksasie, używającego pseudonimu „prguitarman”, na jego stronie internetowej LOL-Comics. Torres wyjaśnił w wywiadzie, skąd wziął się pomysł na animację: „Robiłem zbiórkę datków dla Czerwonego Krzyża i pomiędzy rysunkami na moim czacie wideo Livestream, dwie różne osoby wspomniały, że powinienem narysować ‘Pop Tart’ i 'kota'”. W odpowiedzi stworzył hybrydowy obraz Pop-Tart i kota, który kilka dni później został przekształcony w animowany GIF. Nyan Cat był oparty na prawdziwym kocie: Marty’ego Torresa, który zmarł w listopadzie 2012 roku z powodu kociego zakaźnego zapalenia otrzewnej.

### Piosenka
Oryginalna wersja piosenki „Nyanyanyanyanyanyanyanyanya!” została przesłana przez użytkownika „daniwell” na japońską stronę wideo Niconico 25 lipca 2010 r. W piosence występuje wirtualna piosenkarka Vocaloid Hatsune Miku. Japońskie słowo nya (にゃ) jest onomatopeiczne, naśladując wołanie kota (odpowiednik polskiego „miał”). Piosenka została później włączona do gry rytmicznej Hatsune Miku: Project DIVA F, wydanej przez firmę Sega w sierpniu 2012 roku.

### Filmik YouTube
Użytkownik YouTube „saraj00n” (którego prawdziwe imię to Sara June) połączył animację kota z wersją „Momomomo” piosenki „Nyanyanyanyanyanyanyanyanya!” i umieścił ją na YouTube 5 kwietnia 2011 r., trzy dni po tym, jak Torres umieścił swoją animację, nadając jej tytuł „Nyan Cat”. Wideo szybko odniosło sukces po tym, jak pojawiło się na stronach internetowych, w tym G4 i CollegeHumor. Christopher Torres powiedział: „Pierwotnie jego nazwa brzmiała Pop Tart Cat i nadal będę go tak nazywał, ale Internet doszedł do decyzji, by nazwać go Nyan Cat i z tego wyboru też jestem zadowolony”.
W marcu 2019 r. własność kanału YouTube, na którym znajduje się oryginalny film Nyan Cat, została przeniesiona do Means TV, pracowniczej usługi strumieniowego przesyłania wideo.

### NFT
W lutym 2021 roku poinformowano, że oryginalny twórca gifa, Chris Torres, stworzył zaktualizowaną wersję i sprzedał ją jako niewymienialny token (NFT) za 300 etherów, co w momencie sprzedaży stanowiło równowartość 587 000 USD.

## Odbiór
Film Nyan Cat osiągnął dziewiąte miejsce w rankingu dziesięciu najbardziej popularnych filmów wideo Business Insider w kwietniu 2011 r., z łączną liczbą 7,2 miliona wyświetleń. Oryginalny teledysk na YouTube uzyskał 205 milionów wyświetleń od 3 maja 2023 roku. Nyan Cat zdobył nagrodę Webby Award w 2012 roku w kategorii „Mem roku”.
Ze względu na popularność teledysku powstało wiele nowych remiksów i coverów, niektóre kilkugodzinne. Istnieją również dzwonki, tapety i aplikacje stworzone dla systemów operacyjnych i urządzeń, w tym substytut paska postępu dla systemu Windows, który pojawiał się w różnych miejscach, takich jak wskaźnik postępu przesyłania plików w Eksploratorze Windows, po prośbie na subreddicie „Somebody Make This”, Opracowano gry wideo na iPhone’a, iPada, Symbiana, Androida, Windows Phone, i HP webOS, oraz różne gry flash, takie jak repliki „Snake’a” wykorzystujące tęczowy ogon kota. „Nyan Cat Adventure”, autorstwa 21st Street Games, jest oficjalnie licencjonowaną grą. Oficjalnie licencjonowana kryptowaluta o nazwie „Nyancoin” z nazwą domeny nyanco.in (później nyan-coin.org) została uruchomiona w styczniu 2014.